# 구본준
구본준(具本俊, 1959년 12월 24일)은 LX그룹 회장을 맡고 있는 대한민국의 기업인이다.

## 학력
- 경남중학교 졸업
- 경복고등학교 졸업
- 서울대학교 계산통계학 학사
- 시카고 대학교 경영대학원 경영학 석사

## 경력
- 1978.07 ~ 1980.07 한국개발연구원
- 1982.07 ~ 1985.11 AT&T
- 1985.12 ~ 1987.02 금성반도체 부장
- 1987.03 ~ 1989.02 금성사(현 LG전자) 부장
- 1989.03 ~ 1991.02 금성사 이사대우
- 1991.03 ~ 1994.02 금성사 동경사무소 이사
- 1994.03 ~ 1994.12 금성사 모니터 OBU장, 상무
- 1995.01 ~ 1996.02 LG 전자 비디오 SBU장, 상무
- 1996.03 ~ 1997.02 LG 화학 전무
- 1997.03 ~ 1997.11 LG 반도체 전무
- 1997.11 ~ 1999.07 LG 반도체 대표이사 부사장
- 1999.07 ~ 1999.09 LG LCD 대표이사 부사장
- 1999.09 ~ 2006.12 LG필립스LCD 대표이사 사장, 부회장
- 2007.01 ~ 2010.09 LG상사 대표이사 부회장
- 2008.03 ~ 2011.08 LG 트윈스 프로야구단 구단주
- 2010.10   LG 세이커스 프로농구단 구단주
- 2010.10 ~ 2011.03 LG 전자 부회장
- 2011.03 ~ 2016.05 LG 전자 대표이사 부회장, LG 트윈스 프로야구단 구단주
- 2016.01 ~ 2016.12 LG 신성장사업추진단장 부회장
- 2016.05   LG 트윈스 프로야구단 구단주
- 2017.01 ~ 2019.03 LG 부회장
- 서울대학교 총동창회 상임부회장
- LG 고문
- LX그룹 회장
- 2021.05 ~ LX홀딩스 대표이사 회장
- LX홀딩스 이사회 의장

## 가족 관계
- 조부 : 구인회(具仁會)
- 조모 : 허을수(許乙壽)
  - 생부 : 구자경(具滋暻, 1925년 ~ 2019년) 前 LG그룹 명예회장
  - 생모 : 하정임 (1923 ~ 2008년)
    - 형 : 구본무(1945 ~ 2018년) 前 LG그룹 회장
    - 형수 : 김영식
    - 누나 : 구훤미
    - 형 : 구본능(1949년 ~ ) 전 KBO총재, 희성그룹 회장
    - 동생 : 구미정
    - 동생 : 구본식 LT그룹 회장

  - 부인 : 김은미
    - 아들: 구형모
    - 딸: 구연제